# Daniel Harvey Hill

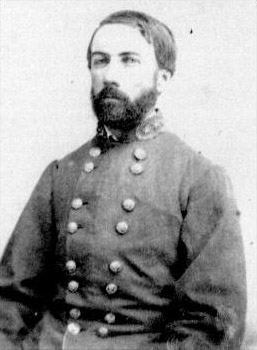
General Daniel H. Hill CSA

Daniel Harvey Hill (12 de julio de 1821 - 24 de septiembre de 1889) fue un general confederado durante la guerra civil estadounidense y un erudito del Sur. Generalmente se le conoce como D.H. Hill, en parte para distinguirlo del general confederado no emparentado A. P. Hill, quien sirvió con él en el Ejército del Norte de Virginia.
Era conocido como un líder agresivo, severamente estricto, profundamente religioso y con un humor seco y sarcástico. Era cuñado de Stonewall Jackson, un amigo cercano de James Longstreet y Joseph E. Johnston, pero los desacuerdos con Robert E. Lee y Braxton Bragg le costaron el favor del presidente confederado Jefferson Davis. Aunque su capacidad militar era muy respetada, fue subutilizado al final de la Guerra Civil debido a estas disputas políticas.

## Primeros años
D.H. Hill nació en Hill's Iron Works, en el York , Carolina del Sur, de Solomon y Nancy Cabeen Hill. Su abuelo paterno, el coronel William "Billy" Hill, era originario de Irlanda y tenía una fundición de hierro en el distrito de York, donde fabricó cañones para el Ejército Continental. Su abuelo materno era oriundo de Escocia. Hill se graduó de la Academia Militar de los Estados Unidos en 1842, ocupando el puesto 28 de 56 cadetes, y fue nombrado miembro de la 1.ª División de Artillería de los Estados Unidos. Como oficial de infantería se distinguió en la Guerra México-Americana, siendo nombrado capitán (brevet) por su valentía en la Batalla de Contreras y Churubusco, y a mayor (brevet) por valentía en la Batalla de Chapultepec. Entre los esclavos poseídos por la familia Hill durante la juventud de Daniel estaba Elías Hill, a quien ayudó a aprender a leer y escribir y que más tarde se convirtió en un predicador y dirigió su congregación al emigrar a Liberia.
En febrero de 1849, Daniel Harvey Hill renunció a su cargo y se convirtió en profesor de matemáticas en el Washington College (ahora Washington and Lee University), en Lexington, Virginia. Mientras vivía en Lexington, escribió un libro de texto universitario para el mercado del sur de los Estados Unidos, Elementos de Álgebra, que "con humor tranquilo y sarcástico, señala con el dedo el ridículo o el desprecio a todo lo que es del norte". Aunque no todas las preguntas del libro de texto eran "anti yanquis", muchas sí lo eran, como por ejemplo:

El campo de batalla de Buena Vista está  a 6½ kilómetros de Saltillo. Dos voluntarios de Indiana huyeron del campo de batalla al mismo tiempo; uno corrió media milla por hora más rápido que el otro, y llegó a Saltillo 5 minutos y 54 6/11 segundos antes que su compañero. Se pregunta por sus respectivas velocidades de viaje. Respuesta: 6, y 5½ millas por hora. (Elementos de Álgebra, página 322.)

Un hombre en Cincinnati compró 10,000 libras de carne de cerdo mala, a un centavo por libra, y pagó tanto por libra para someterla a un proceso químico, por el cual parecería sana, y luego la vendió a un precio avanzado, cobrando $450 por el fraude. El precio al que vendió la carne de cerdo por libra, multiplicado por el costo por libra del proceso químico, fue de 3 centavos. Se requiere el precio al que lo vendió y el costo del proceso químico. Respuesta: Lo vendió a 6 centavos por libra, y el costo del proceso fue ½ céntimo por libra. (Elementos de Álgebra, página 321.)

En el año 1692, el pueblo de Massachusetts ejecutó, encarceló o persiguió privadamente a 469 personas, de ambos sexos y de todas las edades, por un presunto delito de brujería. De éstos, el doble fueron perseguidos privadamente que encarcelados, y 7 17/19 veces más fueron encarcelados que ejecutados. Se requiere el número de condenados de cada tipo. Respuesta; 19 ejecutados, 150 encarcelados y 300 perseguidos en privado[4].

En la Convención de los Derechos de la Mujer, celebrada en Siracusa, Nueva York, compuesta por 150 delegados, las solteronas, las esposas sin hijos y los bedlamitas estaban en proporción 5, 7 y 3 entre sí. ¿Cuántos había en cada clase? Respuesta: 50, 70 y 30.[5]

Por el contrario, "los sureños en sus problemas aparecen invariablemente bajo un prisma favorable".

Un caballero de Richmond expresó su voluntad de liberar a su esclavo, valorado en 1.000 dólares, si recibía esa suma de personas caritativas. Recibió contribuciones de 24 personas, de las cuales 14/19 menos del Norte que del Sur, y la donación media de las primeras fue 4/5 menos que la de las segundas. ¿Cuál fue la cantidad total dada por este último? Respuesta: $50 por el primero; $950 por el segundo.[6]

En 1854, se unió a la facultad de Davidson College, Carolina del Norte, y en 1859 fue nombrado superintendente del Instituto Militar de Carolina del Norte de Charlotte.

### Matrimonio e hijos
El 2 de noviembre de 1848 se casó con Isabella Morrison, hija de Robert Hall Morrison, ministro presbiteriano y primer presidente del Davidson College, y a través de su madre, sobrina del gobernador de Carolina del Norte William Alexander Graham. Tendrían nueve hijos en total. Un hijo, Daniel Harvey Hill, Jr. serviría como presidente del North Carolina State College, (ahora North Carolina State University.) Su hijo menor, Joseph Morrison, presidiría como Presidente del Tribunal Supremo de Arkansas de 1904 a 1909.
En julio de 1857, la hermana menor de Isabella, Mary Anna, se casó con el profesor Thomas J. Jackson del Instituto Militar de Virginia. Hill y Jackson, que más tarde se ganaría el apodo de "Stonewall" como oficial confederado, se habían cruzado durante la guerra entre México y Estados Unidos, y más tarde desarrollaron una amistad más estrecha cuando ambos hombres vivieron en Lexington, Virginia, en la década de 1850. También en 1857, Jackson aprobó Elementos de Álgebra como "superior a cualquier otro trabajo que yo conozca de la misma rama de la ciencia".

## Guerra Civil
Al estallar la Guerra Civil, D.H. Hill fue nombrado coronel de los primeros voluntarios de Carolina del Norte, el "Regimiento Bethel", al frente del cual ganó la batalla de Big Bethel, cerca de Fort Monroe, Virginia, el 10 de junio de 1861. Poco después, el 10 de julio de 1861, fue ascendido a general de brigada y comandó tropas en el área de Richmond. Para la primavera de 1862, era un mayor general y comandante de división en el ejército de Virginia del Norte. Participó en las operaciones de Yorktown y Williamsburg que iniciaron la Campaña de la Península en la primavera de 1862 y, como general de división, dirigió una división con gran distinción en la batalla de los Siete Pinos y las batallas de los Siete Días. La división de Hill's se quedó en el área de Richmond mientras que el resto del ejército se fue al norte y no participó en la Campaña del Norte de Virginia.
| "No fue guerra. Fue asesinato."—D.H. Hill luego de la batalla de Malvern Hill (batallas de los Siete Días) |

El 22 de julio de 1862, el general de división Hill y el general de la Unión John A. Dix concluyó un acuerdo para el intercambio general de prisioneros entre la Unión y los ejércitos confederados, conocido como el cartel de Dix-Hill, en el que se estableció una escala de equivalencias, en la que un oficial sería intercambiado por un número fijo de hombres alistados, y también se permitía la libertad condicional de los prisioneros, que se comprometían a no prestar servicio militar hasta que no se intercambiara oficialmente. (El cartel funcionó bien durante unos meses, pero se rompió cuando los confederados insistieron en tratar a los prisioneros negros como esclavos fugitivos y devolverlos a sus anteriores dueños).
En la campaña de Maryland de 1862, los hombres de Hill lucharon en South Mountain. Dispersada tan al norte como Boonsboro, Maryland, cuando comenzaron los combates, la división luchó con uñas y dientes, lo que le dio al ejército de Lee suficiente tiempo para concentrarse en el cercano Sharpsburg. La división de Hill vio una acción feroz en la infame carretera hundida ("Bloody Lane") en Antietam, y reunió a unos cuantos hombres de diferentes brigadas para mantener la línea en el momento crítico. La derrota confederada se debió en gran medida a la interceptación por McClellan de una orden especial de Lee a sus generales, revelando los movimientos de sus divisiones ampliamente separadas. Algunos han afirmado que D.H. Hill recibió dos copias de esta orden, una de las cuales se perdió. Pero Hill dijo que sólo recibió una copia.

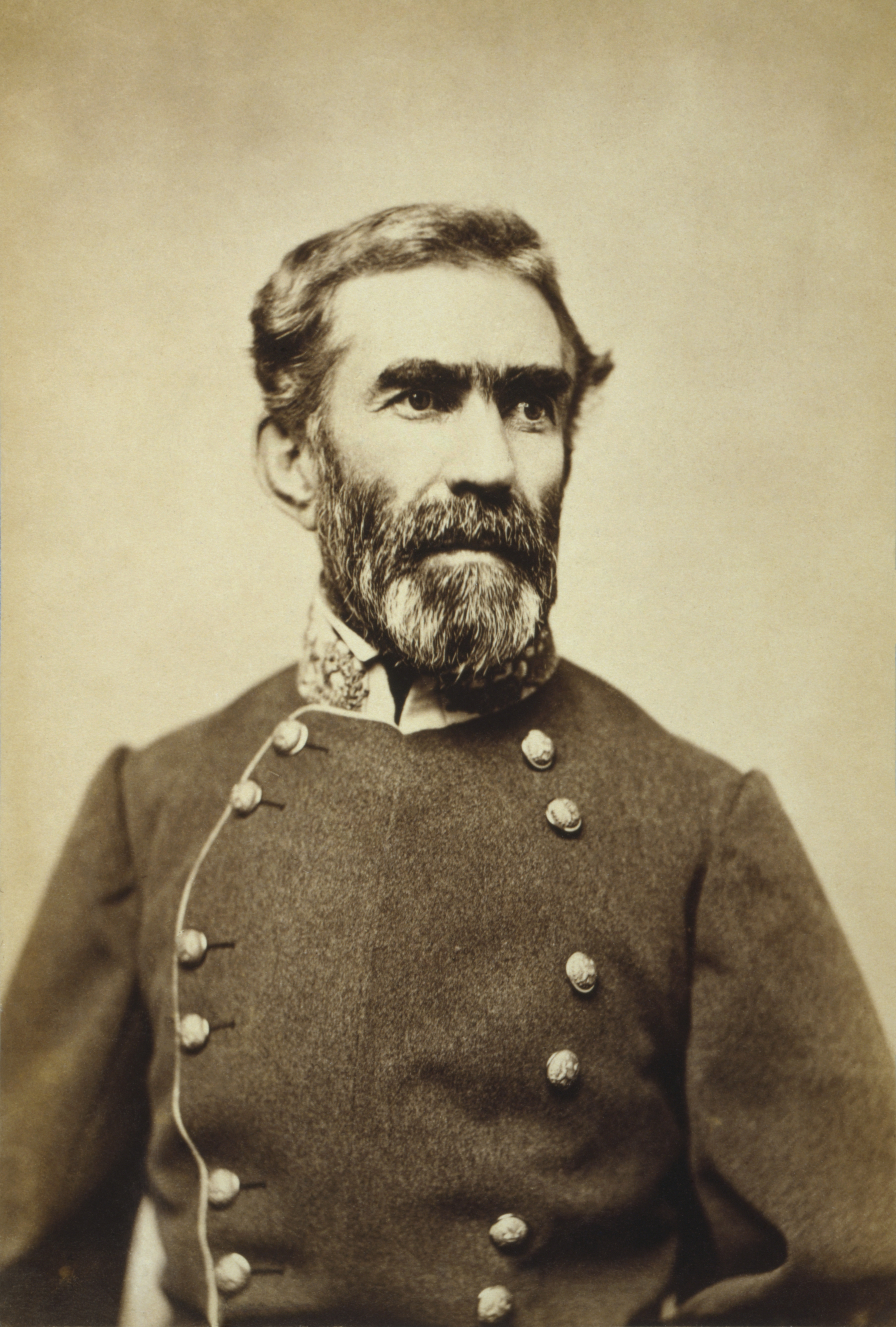
General Braxton Bragg CSA

La división de Hill no estuvo comprometida en la batalla de Fredericksburg. En este punto, los conflictos con Lee comenzaron a surgir. En la reorganización del Ejército del Norte de Virginia después de la muerte de Stonewall Jackson, Hill no fue nombrado para un comando de cuerpo. Ya había sido separado del ejército de Lee y enviado a su estado natal para reclutar tropas. Durante la campaña de Gettysburg dirigió las tropas de la reserva confederada que protegían Richmond, y resistió con éxito un avance a medias de las fuerzas de la Unión bajo John A. Dix y Erasmus Keyes a finales de junio. En 1863, fue enviado al recién reorganizado Ejército de Tennessee del general Braxton Bragg, con un ascenso provisional a teniente general, para comandar uno de sus cuerpos. Hill había servido a las órdenes de Bragg en México y al principio estaba contento de haberse reunido con un viejo amigo, pero los sentimientos afectuosos no duraron mucho. En la sangrienta y confusa victoria en Chickamauga, las fuerzas de Hill vieron algunos de los combates más intensos. Después, Hill se unió a varios otros generales condenando abiertamente el fracaso de Bragg para explotar la victoria. El presidente Jefferson Davis vino a resolver personalmente esta disputa, a favor de Bragg, y en detrimento de esos generales molestos. El Ejército de Tennessee fue reorganizado de nuevo, y Hill se quedó sin mando. Davis entonces se negó a confirmar el ascenso de Hill, degradándolo efectivamente a General de División. Debido a esto, Hill vio menos lucha durante el resto de la guerra.
Después de eso, D.H. Hill comandó como voluntario en pequeñas acciones lejos de los ejércitos principales. Hill participó en la batalla de Bentonville en Carolina del Norte, la última pelea del Ejército de Tennessee. Hill era un comandante de división cuando, junto con el general Joseph E. Johnston, se rindió el 26 de abril de 1865.

## Carrera postguerra
De 1866 a 1869, Hill editó una revista, The Land We Love, en Charlotte, Carolina del Norte, que trataba de temas sociales e históricos, y tuvo una gran influencia en el Sur. En 1877, se convirtió en uno de los primeros presidentes de la Universidad de Arkansas, cargo que ocupó hasta 1884, y en 1885, presidente del Colegio Militar y Agrícola de Milledgeville, Georgia[1], hasta agosto de 1889, fecha en que renunció por problemas de salud. El general Hill murió en Charlotte al mes siguiente y fue enterrado en el cementerio de Davidson College.

## Memoria
La biblioteca principal de la Universidad Estatal de Carolina del Norte lleva el nombre de Daniel Harvey Hill, Jr. (1859-1924), el hijo del general D. H. Hill.

## Publicaciones de Daniel Harvey Hill en orden cronológico
- College Discipline: An Inaugural Address Delivered at Davidson College, N.C., on the 28th February, 1855. [n. p.: n. p.], 1855. 19 p.; 23 cm.   OCLC 7195350
- Elements of Algebra. Philadelphia, PA: J.B. Lippincott, [1857], 1859. xii, [13]-507 p. tables 22 cm.  OCLC 19591232 Elements of Algebra by Maj. D. H. Hill.  Google Books pdf of the complete 1857 edition.
- A Consideration of the Sermon on the Mount. Philadelphia, PA: W. S. & A. Martien, 1858, 1859. 3 p.l., [5]-282 p. 19 cm.  OCLC 7195011 e-Book version Ann Arbor, Mich.: Making of America, 2000. OCLC 612157953
- The Crucifixion of Christ. Philadelphia, PA: W.S. & A. Martien, 1859. 345 p. 20 cm. OCLC 4392161
- Remarks of Major D. H. Hill of the N.C. Military Institute at Charlotte, before the Committee on Education of the North Carolina Legislature. [North Carolina: n. p., 1860?]. 1 sheet ([1] p.) ; 49 x 30 cm. OCLC 41374540
- Gen. Hill founded and edited The Land We Love: A Monthly Magazine Devoted to Literature, Military History, and Agriculture. 6 vols.  Charlotte, NC: J.P. Irwin & D.H. Hill, 1866-1869. Sabin No. 38821. This magazine merged with The New Eclectic Magazine of Baltimore, MD. Posteriroremtne se tituló  The Southern Magazine. OCLC 752793193 OCLC Record Containing Contents List for Issues of The Land We Love.
- The Old South: An Address Delivered by Lieutenant-General D.H. Hill, at Ford's Grand Opera House, on Memorial Day, June 6, 1887, before the Society of the Army and Navy of the Confederate States in the State of Maryland. Baltimore, MD: Andrew J. Conlon, 1887. 23 p. ; 23 cm. OCLC 5315299